# Лаппо, Иван Иванович
Иван Иванович Лаппо (1869—1944) — российский историк, специалист по истории Великого княжества Литовского.

## Биография
Родился 29 августа (10 сентября) 1869 года в Царском Селе, в семье начальника отделения канцелярии обер-прокурора Святейшего Синода Ивана Ивановича Лаппо (1848—1897), принадлежавшего  принадлежавших к старинному дворянскому литовско-русскому роду Лаппо и Марии Константиновны Платоновой (1848—1888), дочери Константина Платоновича Платонова, статс-секретаря Александра II. 
Учился в Николаевской Царскосельской гимназии
В 1892 году окончил курс в Петербургском университете по историко-филологическому факультету, где обучался под руководством профессоров В. Г. Васильевского, В. И. Ламанского и С. Ф. Платонова.
По окончании университета в течение 5 лет преподавал историю в Николаевской Царскосельской гимназии, а в 1897 году был переведён в женскую Санкт-Петербургскую Мариинскую гимназию, преподавал также в Императорском Воспитательном обществе благородных девиц.
В 1901 году защитил магистерскую диссертацию на тему «Великое княжество Литовское за время от заключения Люблинской унии до смерти Стефана Батория» и осенью 1903 года получил должность приват-доцента Петербургского университета.
Летом жил у себя на даче в Сестрорецке.
В 1905—1919 годах — профессор русской истории в Юрьевском университете. Также преподавал историю на высших женских курсах в Юрьеве; стоял во главе исторического отделения юрьевских педагогических курсов. В 1911 году защитил докторскую диссертацию в Московском университете. Летом 1918 года вместе с университетом эвакуировался в Воронеж, где участвовал в создании Воронежского университета.
В 1921—1933 годах жил и работал в должности приват-доцента юридического факультета Русского народного университета в Праге. Член Русской академической группы и заведующий Русскими курсами при Русской академической группе, организатор работы Русского исторического общества в Праге (1925—1940), член Славянского института. Член православного братства имени Божественной Софии. Сотрудничал в журнале И. А. Ильина «Русский колокол» (1927—1930-е).
В 1933—1940 годах — профессор университета Витаутаса Великого в Каунасе. В 1938 году «за заслуги перед Литвой» был удостоен ордена Гедимина III степени, в 1939 году получил литовское гражданство.
После оккупации немцами Литвы в августе 1941 года был назначен на должность приват-доцента Вильнюсского университета, но в ноябре того же года уволен как «превысивший установленный Статутом возраст».
В конце войны Лаппо с семьей оказался в Дрездене, где 23 декабря 1944 года вместе с женой — Верой Антоновной (урожд. Конюшевской; 1869—1944) и сыном, правоведом Иваном Ивановичем Лаппо-младшим (1895—1944), погиб во время бомбардировки города англо-американской авиацией.
Сестры И.И.Лаппо: 
- Мария Ивановна Яцкевич (1865—1934). Ее муж — Виктор Иванович Яцкевич, тайный советник, директор канцелярии обер-прокурора Святейшего Синода. 
  - Их дети:  Иван Викторович Яцкевич (1894–1938, репрессирован), выпускник юридического факультета Санкт-Петербургского университета и Мария Викторовна Яцкевич (в замуж. Чебанова, 1900–1970)[5][6]. Внук Марии Викторовны — Сергей Викторович Чебанов.
- Екатерина Ивановна Журавская (1867—1962).  Муж Екатерины Ивановны — Митрофан Петрович Журавский (1860–1933), чиновник духовного военного ведомства, руководитель канцелярии Протопресвитера военного и морского духовенства. В их семье было пятеро детей, один их них — Андрей Митрофанович Журавский, русский, советский ученый-математик[7].

## Главные труды
- «Тверской уезд в XVI в. Его население и виды земельного владения» (М., 1894);
- «Земский суд в Великом кн Литовском XVI» (Журнал министерства народного просвещения, 1897);
- «Подкоморский суд в Великом кн Литовском XVI—XVII» (Журнал министерства народного просвещения, 1899);
- «Гродский суд в Великом кн Литовском XVI» (Журнал министерства народного просвещения, 1908);
- «Великое княжество Литовское за время от заключения Люблинской Унии до смерти Стефана Батория» (т. I; СПб., 1901);
- «Великое княжество Литовское во второй половине XVI столетия. Литовско-русский повет и его сеймик» (Юрьев, 1911);
- «Полоцкая ревизия 1552 г.» (М., 1905);
- «Описание Полоцких владычних, монастырских и церковных земель ревизорами 1580 г.» (М., 1907);
- «Похищение государственной печати великого княжества Литовского в 1581 г.» (Сборник статей в честь В. И. Ламанского);
- «Современное состояние науки русской истории и задачи её университетского преподавания» (Юрьев, 1906);
- «Речь на торжественном акте Императорского Юрьевского университета, посвященном чествованию 300-летнего юбилея Царствующего Дома Романовых» (ib., 1913);
- «К истории сословного строя великого княжества Литовского. Конные мещане Витебские в XVI столетии» (Сборник статей в честь В. О. Ключевского);
- «Постановления трех виленских съездов 1587 г.» (Сборник статей в честь С. Ф. Платонова);
- «Лимитации господарского дворного суда великого княжества Литовского в эпоху пред учреждением Главного Литовского Трибунала» (Сборник статей в честь Д. А. Корсакова);
- «К вопросу об утверждении литовского Статута 1588 года».// Сборник статей в честь М. К. Любавского. Петроград, 1917.- С.130-171.
- «К истории панского класса в великом княжестве Литовском» (М., 1915);
- «Литовская метрика» («Русская Историческая Библиотека», XXVII—XXX).
- Западная Россия и её соединение с Польшей в их историческом прошлом. — Прага, 1924;

- Происхождение украинской идеологии Новейшего времени. Ужгород, 1926. Изд. Общества им. Александра Духновича, выпуск 28
- Идея единства русского народа в Юго-Западной Руси в эпоху присоединения Малороссии к Московскому государству. — Прага, 1929.
- Россия и славянство. — Ужгород, 1930. 36 с.